# Pokutice
Pokutice (německy Pokatitz) jsou malá vesnice, část města Kadaň v okrese Chomutov. Nachází se asi 1,5 km na západ od Kadaně. Leží na severním úbočí Úhoště v nadmořské výšce 370 m n. m. v katastrálním území Pokutice o rozloze 1,74 km².

## Název
Název vesnice je jako ves lidí Pokutových odvozen od příjmení Pokuta. V historických pramenech se jméno vyskytuje ve tvarech Bocudicih (1057), Pocudicih (12. století), Pocatycych (1205), de Pokuticz (1364), Pokaticz (1383), Bokaticz (1631), Bockadicz (1676), Pokedicz (1681), Pokoditz nebo Pokatitz (1787) a Pokotitz nebo Pokatitz a Poketitz (1846.)

## Historie
Jako první písemná zmínka se obvykle udává zakládací listina litoměřické kapituly svatého Štěpána z roku 1057. Zpráva o Pokuticích však byla na listinu připsána až mezi lety 1170 a 1180. Později byla nedokonale seškrábána a napsána na zadní stranu. I tak však Pokutice patří, spolu s Kadaní, mezi nejstarší známá sídla na Chomutovsku.
Ve 13. století byla majetkem benediktýnského davelského kláštera. Ve 14. století se dostala do majetku kadaňských měšťanů, ze kterých jsou zmiňováni Walter z Pokutic (1364) nebo Mikuláš Schortenforfer (1383), kterému patřila také Rokle a řada dalších vesnic v okolí.
Po skončení třicetileté války zde Berní rula uvádí v roce 1655 šest statků, pět chalup a nekvalitní půdu v okolí. Vesnice byla součástí milžanského městského statku. V roce 1688 se stala majetkem růžencového bratrstva v Kadani, které je připojilo k panství Čejkovice. V roce 1709 vzniklo z Pokutic a části Úhošťan samostatné panství. V majetku bratrstva však zůstalo až do zrušení bratrstva císařem Josefem II. V roce 1787, kdy v Pokuticích stálo patnáct domů, ho spolu s Lužicí koupil od Náboženského fondu hrabě František z Auerspergu. Poté ještě několikrát změnilo majitele. Posledním z nich byl v období 1840–1850 hrabě Karel z Wolkensteinu, který ho připojil k ahníkovsko-prunéřovskému panství.
Po roce 1850 se z Pokutic stala místní část Kadaňské Jeseně, u které zůstala více než sto let. V krátkém období let 1960–1962 patřila k Rašovicím a od roku 1963 je místní částí Kadaně.

## Přírodní poměry
V geologickém podloží převažují třetihorní vulkanoklastika bazaltových hornin, které se a jihu mění na olivinické bazalty a jiné výlevné horniny. Nadmořská výška území stoupá od severu k jihu. Nejnižší bod se nachází u hladiny Ohře přibližně ve výšce 280 metrů a nejvyšší na východní straně severního úbočí Úhoště v nadmořské výšce kolem 475 metrů. Geomorfologicky je oblast součástí Krušnohorské soustavy a Podkrušnohorské oblasti. Nachází se v celku a podcelku Doupovské hory na rozhraní okrsků Rohozecká vrchovina v severní a Jehličenská hornatina v jižní části území. Hranice mezi okrsky probíhá přímo ze západu na východ asi sto metrů severně od vesnice. Z půd se v okolí vyskytují pouze kambizemě.

## Obyvatelstvo

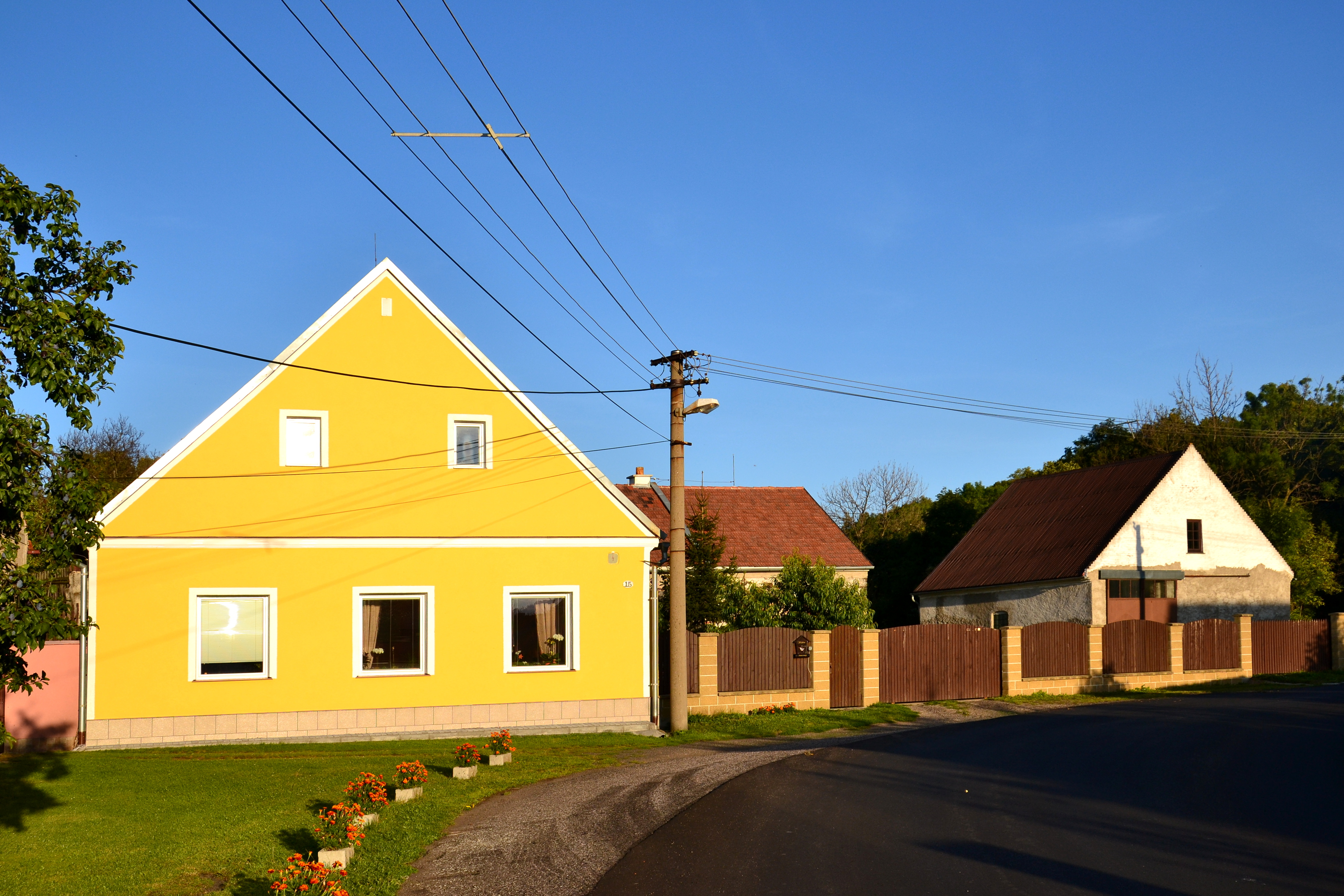
Dům čp. 15

Při sčítání lidu v roce 1921 v Pokuticích žilo celkem 137 obyvatel (65 mužů) a kromě jednoho Čecha se hlásili k německé národnosti. Všichni byli římští katolíci. V roce 1930 zde žilo 132 obyvatel. Všichni se hlásili k německé národnosti a římskokatolické církvi.
|                                                                              | 1869 | 1880 | 1890 | 1900 | 1910 | 1921 | 1930 | 1950 | 1961 | 1970 | 1980 | 1991 | 2001 | 2011 | 2021 |
| ---------------------------------------------------------------------------- | ---- | ---- | ---- | ---- | ---- | ---- | ---- | ---- | ---- | ---- | ---- | ---- | ---- | ---- | ---- |
| Obyvatelé                                                                    | 119  | 124  | 123  | 129  | 129  | 137  | 132  | 61   | 32   | 27   | 26   | 15   | 16   | 28   | 39   |
| Domy                                                                         | 24   | 22   | 29   | 29   | 24   | 25   | 25   | 20   | 24   | 8    | 9    | 10   | 7    | 14   | 18   |
| V počtu domů z roku 1961 jsou zahrnuty také domy Meziříčí a Zásady u Kadaně. |      |      |      |      |      |      |      |      |      |      |      |      |      |      |      |

## Hospodářství a doprava
Vesnicí prochází silnice třetí třídy č. III/1985 z Kadaně do Klášterce nad Ohří. Ve vesnici je zastávka autobusové dopravy. Po pravém břehu Ohře vede cyklostezka, po které jsou značeny cyklotrasy č. 6 a 35. Od kadaňského františkánského kláštera vede přes vesnici červeně značená turistická trasa přes Úhošť a Egerberk do Klášterce nad Ohří.

## Pamětihodnosti
- Národní přírodní rezervace Úhošť